# Adolf Lubbertus Bouma
Adolf Lubbertus (Dolf) Bouma (Wormerveer, 12 oktober 1920 - Amsterdam, 10 oktober 2020) was een Nederlands civiel ingenieur en hoogleraar toegepaste mechanica aan de Technische Universiteit Delft bij de faculteit der Civiele Techniek.
Bouma stond bekend om zijn theoretisch en experimenteel onderzoek op het gebied van de toegepaste mechanica in het kader van de staalbouw.

## Levensloop

### Jeugd, opleiding en eerste carrièrestappen
Bouma groeide op in Groningen waar hij de hogereburgerschool afrondde. In 1938 begon hij zijn studie civiele techniek aan de Technische Hogeschool te Delft, die hij in 1948 met lof afsloot met een civiel ingenieursdiploma.
In 1949 begon Bouma als onderzoeker bij TNO in Rijswijk bij de Werkgroep Gewapend Beton en Staalconstructies, die in 1954 werd samengevoegd tot het Instituut TNO voor Bouwmaterialen en Bouwconstructies. 
In 1949 was Bouma ook begonnen als wetenschappelijk medewerker aan de TH Delft op de afdeling der Weg- en Waterbouwkunde. Hij assisteerde op het gebied van de toegepaste mechanica, en later op bijzondere bouwconstructies en de plasticiteitsleer. In 1956 kreeg hij daarbij een onderwijsopdracht in de toegepaste mechanica.

### Verdere carrière en nevenactiviteiten
Aan de Technische Hogeschool te Delft bij de afdeling der Weg- en Waterbouwkunde werd Bouma in 1960 buitengewoon hoogleraar in de toegepaste mechanica, waarbij hij op 18 mei 1960 de intreerede sprak getiteld "Stijfheid en sterkte van schalen". Onder de studenten die hij begeleidde waren Jan Stark en Jelle Witteveen.
In 1986 ging Bouma met emeritaat en sprak hij de uittreerede "Toegepaste mechanica : wetenschap of gereedschap?" In 1989 publiceerde hij nog het boek "Mechanica van constructies : elasto-statica van slanke structuren." Dit werk, voortgekomen uit zijn derdejaars college, is bedoeld voor "ingenieurs en ontwerpers, die in hun (bouw)praktijk met mechanicaproblemen te maken hebben en die kennis willen nemen van een methodische analyse van het gedrag van uiteenlopende constructies." Het boek beleefde twee herdrukken en er kwam ook een Duitse versie uit.
Hij overleed 2 dagen voor zijn 100e verjaardag.

## Publicaties
- Bouma, A.L., Stijfheid en sterkte van schalen. T.H. Delft, 1960.
- Bouma, A.L., Toegepaste mechanica : wetenschap of gereedschap?, Delftse Universitaire Pers, 1986.
- Bouma, A.L., Mechanica van constructies : elasto-statica van slanke structuren, Delftse U.M., 1989; 1993.
- Bouma, Adolf L., Mechanik schlanker Tragwerke : Ausgewählte Beispiele der Praxis. Berlin/Heidelberg: Springer Verlag, 1993

Artikelen, een selectie
- Bouma, A. L. (1959, August). "Some applications of the bending theory regarding doubly curved shells." In Proceedings of the Symposium on the Theory of Thin Elastic Shells (pp. 202-232).
- Bouma, A. L., Van Riel, A. C., Van Koten, H., & Beranek, W. J. (1961). "Investigations on models of eleven cylindrical shells made of reinforced and prestressed concrete." In Proc Symp Shell Res, Delft, Amsterdam.
- Bouma, A. L., Van Koten, H., Koch, F. G., & Meek, J. (1976). "Experimental Investigation of the Effect of varying the Reinforcement upon the Behaviour of Circular Slabs." HERON, 21 (4), 1976
- Karadeniz, H., A. Vrouwenvelder, and A. L. Bouma. "Stochastic fatigue reliability analysis of jacket type offshore structures." Reliability Theory and Its Application in Structural and Soil Mechanics. Springer, Dordrecht, 1983. 425-443.